# Nereis lineata
Nereis lineata är en ringmaskart som beskrevs av Delle Chiaje 1827. Nereis lineata ingår i släktet Nereis och familjen Nereididae. Inga underarter finns listade i Catalogue of Life.